# José Elías
José Elías (c. 1690 - c. 1760) est un organiste et compositeur catalan de musique classique dans la tradition du tiento. 

## Biographie
Il a probablement étudié avec Joan Cabanilles à Valence, mais est d'abord documenté comme organiste à Barcelone à Sant Pere de les Puelles en 1712, puis à l'église Saints Justo y Pastor de Barcelone de 1715 à 1725, après quoi il déménage à Madrid pour devenir Capellan de su Majestad et organiste principal du Monastère des Déchaussées royales. 
Une interrogation demeure afin de savoir si Joseph Elias, organiste de 1739 à 1741 au monastère des Hiéronymites d'El Parral, est la même personne.

## Galerie

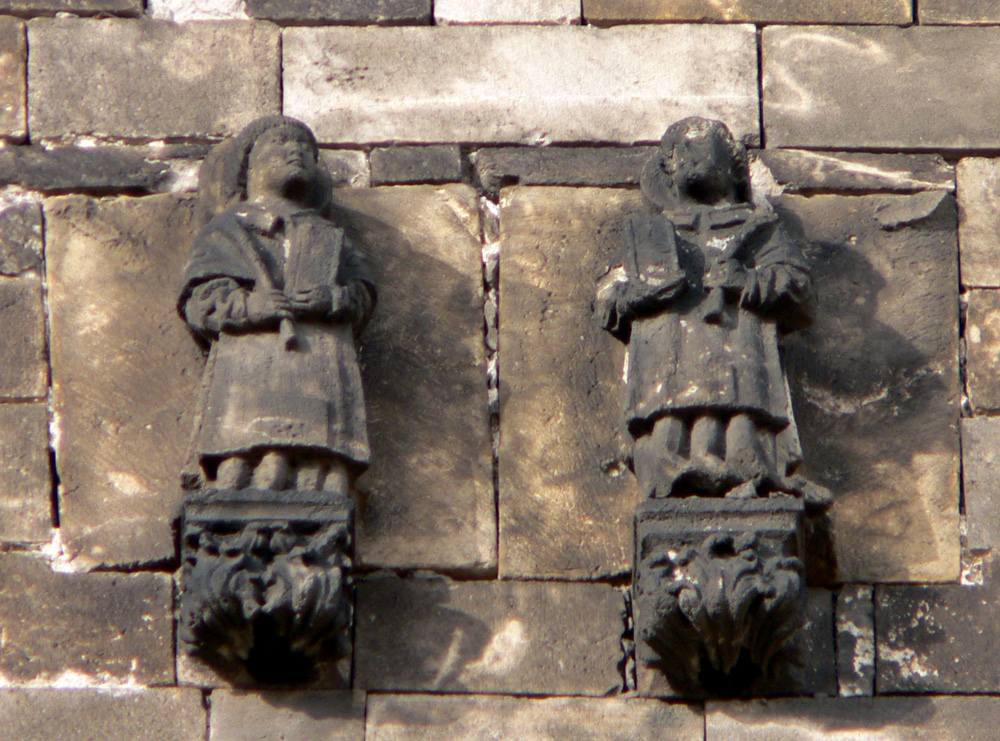
Saints Just et Pasteur, clocher de l'église Saint-Just de Barcelone
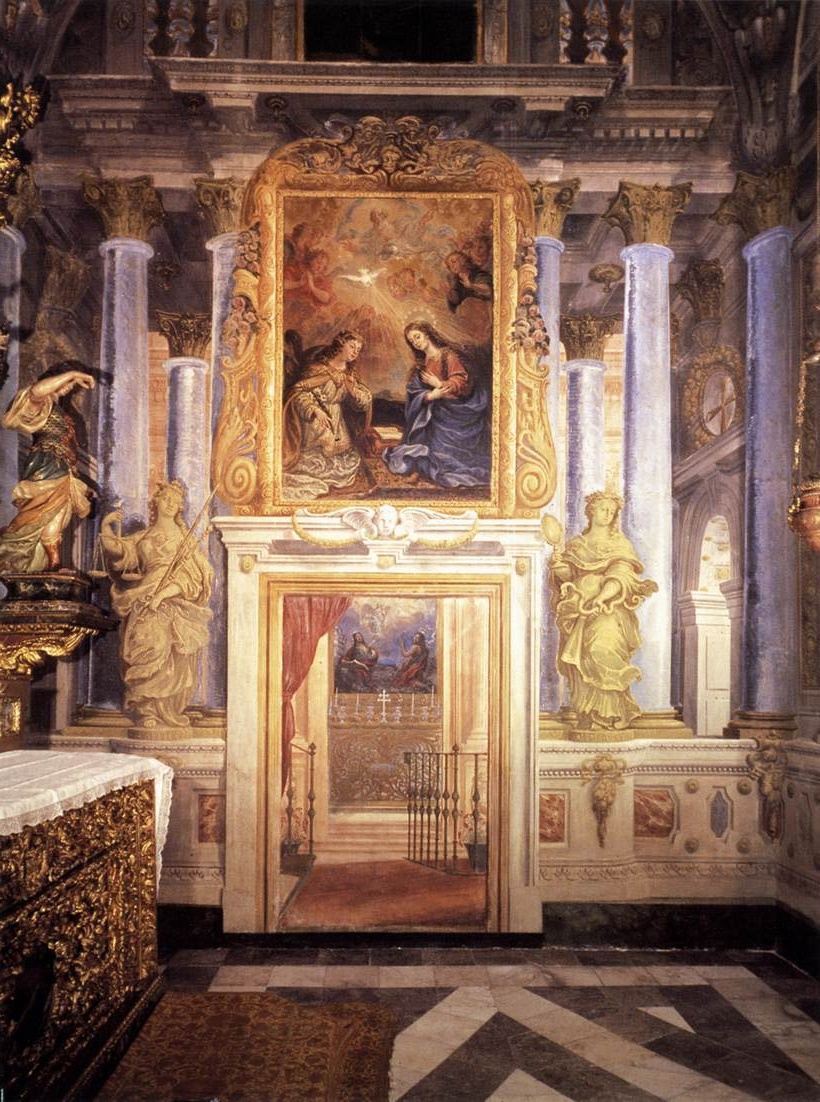
Capilla del Milagro, Monastère des Déchaussées royales, Madrid. Peinture murale, réalisée en collaboration avec Dionisio Mantuano